# مسدس صوت
مسدس الصوت أداة على هيئة المسدس تستخدم لإحداث صوت كعلامة لبدء سباق الركض أو مسابقات السباحة مثلا. كما يستخدم كأداة ترهيب وحماية بسبب صوت انفجار البارود داخل الطلقة الذي يحدث عند الإطلاق والذي يشبه تماما صوت المسدس الحقيقي. مسدس الصوت يختلف عن المسدس التقليدي في أن سبطانة (ماسورة) المسدس تكون مسدودة وبالتالي لا تسمح بخروج مقذوف. الذخيرة المستخدمة في مسدسات الصوت عبارة عن خرطوش لا يحتوي على مقذوف إنما على البارود فقط.

## تحويل مسدس الصوت الي مسدس حي
يمكن تحويل مسدس الصوت إلى حي، وإن كان ذلك يحمل خطورة ما لم تتم عملية التحويل على يد خبير وبأدوات متخصصة في التعامل مع المعادن. وظهرت بمصر قضية إعلامية بخصوص سهولة تحويل مسدسات صوت إلى مسدسات حية التي ظهرت مع الانفلات الأمني بعد ثورة 25 يناير. وأوردت صحيفة اليوم السابع مقالاً قال بأن عملية تحويل السلاح الصوتي إلى سلاح ناري أمر بسيط نوعاً ما ولكنه خطير. ويقوم البعض بفتح فوهة للمسدس ليصار إطلاق النار منها باستخدام طلقات حية، وتذكر صحيفة اليوم السابع بأن التحويل يشمل أحياناً استبدال سبطانة المسدس، أي ماسورته بالعاميّة، بأخرى تصلح لإطلاق الأعيرة الحية بورشة خراطة وبكلفة بسيطة. وتشير الصحيفة أيضاً إلى أن المعادن المستخدمة في التحويل هي معادن ضعيفة لا تتحمل الطاقة المتولدة مع اطلاق الرصاصة مما يؤدي إلى انفجار المسدس لحظة إطلاق النار مما يعرض حياة مستخدم المسدس المعدل ومن حوله إلى الخطر.

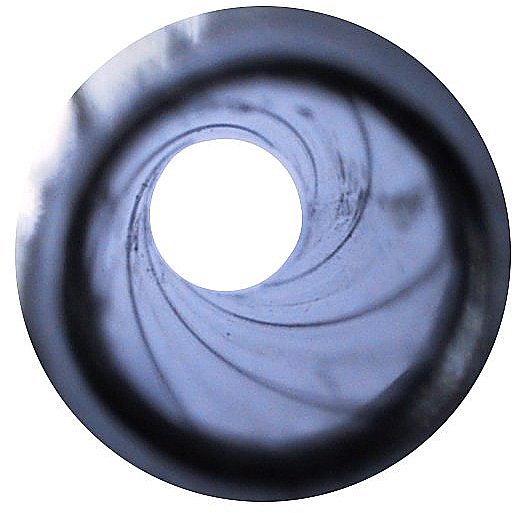
سبطانة محلزنة: لا يستخدم محولو مسدسات الصوت إلى مسدسات حية مواسير محلزنة

من جانب تقني، وبالإضافة لنوعية المعادن المستخدمة في التحويل، تكمن الخطورة باستبدال ماسورة مسدس الصوت بماسورة معدنية غير محلزنة (أي غير محززة حلزونياً أو بالدارجة المصريّة غير مششخنه)، ومن المهم حلزنة سبطانة المسدس وأي سلاح ناري لتحديد مسار العيار المنطلق، وإن لم تكن السبطانة محلزنة، وكان عيار الطلقة أصغر بكثير من قُطر السبطانة، فستصطدم الطلقة بجدار السبطانة بعد إنطلاقها لكونها تتحرك بدون توجيه عير الأخاديد بداخل السبطانة وربما تخترق جدار السبطانة وتخرج منها محطمةَ المسدس. عموماً، حلزنة سبطانة السلاح الناري مهم لجعل الطلقة، أي الرصاصة، تدور حول نفسها محورياً إلى مسارها المفترض إلى الأمام. وحتى لو خرجت الرصاصة من فوهة السبطانة غير المحلزنة، فأن مسارها لن يكون متوقعاً كما ينبغي مما يجعل هذه الأسلحة غير دقيقة وخطيرة للغاية.

## قانون أسلحة الصوت في مصر
لا يحرم القانون حمل أسلحة الصوت إطلاقاً، إلا لو استخدمت في احداث الذعر أو انتحال شخصية رجل عسكري أو الإطلاق في وسط مجمعات سكنية أو التهديد بالسلاح على أنه سلاح حي أو استخدامه للابتزاز والسرقة بالإكراه والسطو المسلح، وأقصى ما يتم عمله هو مصادرة السلاح وتغريم صاحبه فقط لا أكثر.